# Pachyrhizus
Pachyrhizus (Pachyrhizus) je rod rostlin z čeledi bobovité (Fabaceae). Zahrnuje 5 druhů převážně popínavých bylin s dužnatými kořeny a trojčetnými listy, pocházejících z tropické Ameriky. Druh Pachyrhizus erosus je pěstován pro jedlé kořenové hlízy v tropech celého světa, jedlé hlízy mají i druhy P. tuberosus a P. ahipa.

## Popis
Zástupci rodu pachyrhizus jsou povětšině jednoleté popínavé byliny s kořenovými hlízami, výjimečně téměř vzpřímeně rostoucí vytrvalé byliny. Listy jsou střídavé, trojčetné, dosti velké, s čárkovitými palisty. Čepel lístků je celistvá, laločnatá až hluboce členěná. Květenství jsou úžlabní hrozny, případně laty. Květy jsou modré, fialové nebo bílé. Kalich je trubkovitě zvonkovitý, dvoupyský s 1 lalokem nahoře a 3 menšími dole. Pavéza je okrouhlá, se 2 zahnutými oušky a zelenou skvrnou na bázi. Křídla a člunek jsou přibližně stejně dlouhé. Tyčinek je 10 a jsou dvoubratré. Semeník je téměř přisedlý, na bázi obklopený zvlněným terčem, se zahnutou čnělkou a mnoha vajíčky. Lusky jsou protáhlé, s přehrádkami mezi semeny a zaškrcované.

## Rozšíření
Rod pachyrhizus zahrnuje 5 druhů, rozšířených v tropické Americe. Pachyrhizus erosus vlivem pěstování zdomácněl i v jiných oblastech tropů.

## Taxonomie
Rod Pachyrhizus je v současné taxonomii čeledi bobovitých řazen do tribu Phaseoleae. Druhy Pachyrhizus erosus a P. tuberosus jsou velmi blízce příbuzné a jejich jména jsou často zaměňována.

## Obsahové látky a jedovatost
Zralá semena Pachyrhizus erosus obsahují 0,1 až 1% rotenonu a jsou jedovatá podobně jako semena P. tuberosus.

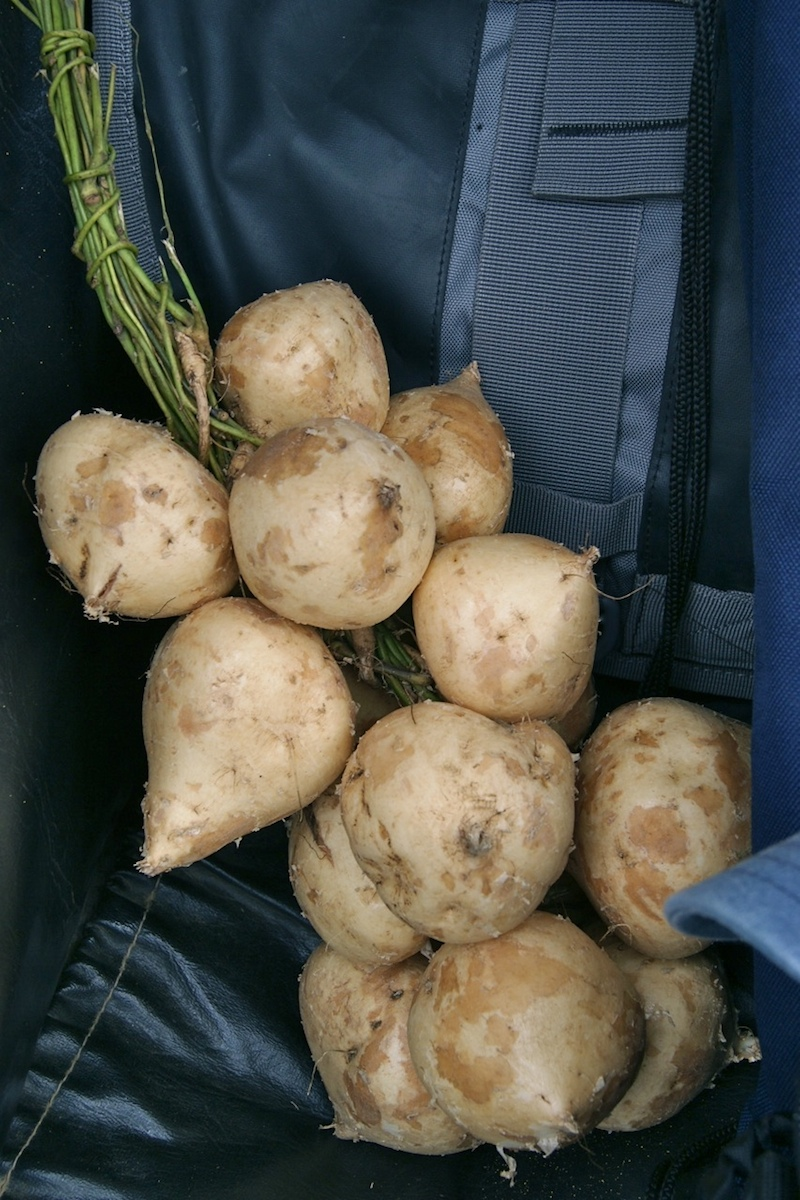
Hlízy Pachyrhizus erosus

## Význam
Druh Pachyrhizus erosus je pěstován v tropech celého světa pro jedlé kořenové hlízy. Pochází z Mexika a Střední Ameriky, kde byl kultivován již v předkolumbovských časech. Jedlé jsou i nezralé lusky, zatímco zralá semena jsou jedovatá. Podobně jsou využívány i druhy Pachyrhizus tuberosus z Amazonie a P. ahipa z Peru, Argentiny a Bolívie. Ze semen jsou vyráběny lékařské přípravky používané na různá kožní onemocnění, svrab a prašivinu. Nálev ze semen P. tuberosus je drastické projímadlo.